# Onsö
Onsö este o arie protejată (arie de protecție specială avifaunistică — SPA) din Suedia întinsă pe o suprafață de 812,5 ha, integral pe uscat.

## Localizare
Centrul sitului Onsö este situat la coordonatele 58°44′23″N 13°40′48″E / 58.7397°N 13.6799°E.

## Înființare
Situl Onsö a fost declarat arie de protecție specială avifaunistică în august 2012 pentru a proteja 3 specii de animale.

## Biodiversitate
Situată în ecoregiunea boreală, aria protejată nu include niciun habitat protejat.
La baza desemnării sitului se află mai multe specii protejate de  păsări (3): cufundar polar (Gavia arctica), vultur pescar (Pandion haliaetus), chiră de baltă (Sterna hirundo).